# 郭慎墀
郭慎墀，MBE，JP（英語：Sydney James Lowcock，1930年12月11日—2012年1月26日），香港英裔教育工作者、拔萃男書院第七任校長（1961年-1983年）、香港業餘田徑總會副贊助人、香港學界體育聯會永遠名譽會長、宏光國樂團永遠名譽顧問。

## 生平
郭慎墀為羅郭家族成員。曾祖父羅郭（Henry Lowcock）為旅港英國商人、定例局非官守議員、拔萃書室早期校董之一（1874年-1880年在任）。祖父佐治（George Lowcock）為太平紳士。父亨利（Henry Lowcock）亦從事商業活動，日戰時期參加香港義勇軍（HKVDC），陣亡。郭慎墀少年時，隨父輾轉於內地，曾遭日軍監禁。後前往印度，就讀於卡拉奇文法學校（今屬巴基斯坦）。1947年插班入讀拔萃男書院，兩年後考入香港大學物理系。1952年畢業後，返回拔萃男書院執教，任物理科教師及田徑隊顧問。1961年，接任拔萃男書院校長。1969年2月26日，獲委任為非官守太平紳士；1976年，又獲得大英帝國員佐勳章（MBE）。郭慎墀擔任拔萃男書院校長期間，強調自由學風，大力發展體育及音樂活動。1983年退休；2001年獲香港業餘田徑總會頒發「長期服務獎」及「傑出表現獎」金獎。2002年，拔萃男書院成立郭慎墀社（紫社），代號為L，以資銘念。
2012年1月26日凌晨，郭慎墀因心臟病發入院，延至下午逝世，壽81歲。

## 其他

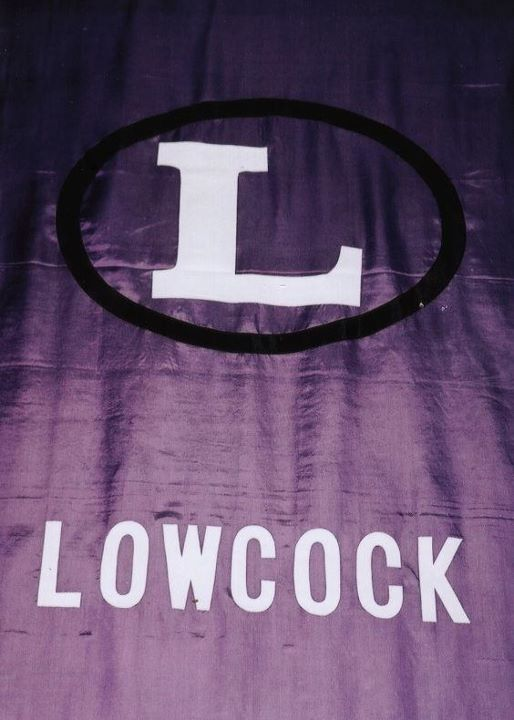
拔萃郭慎墀社社旗

- 郭氏父系羅郭家族始祖為羅郭（Henry Lowcock），原籍英國。Henry Lowcock的後裔與華人及其他種族通婚，使家族形成歐亞混血的特徵。如郭氏母系的羅旭龢家族即為巴斯人（即公元8世紀時為逃避穆斯林迫害，由波斯移居印度的拜火教徒）。
- 郭氏與拔萃前任校長施玉麒為遠房表兄弟關係。
- 郭氏為第一位取得本港大學學位的男拔萃校長，其前任大率畢業於牛津、劍橋及倫敦大學等處。
- 因其鬍鬚特徵，郭氏被學生暱稱為蝦餃佬。其於校園之校長住宅（今已拆除，改建小學）亦被稱作蝦餃屋。
- 郭氏是體罰支持者。
- 郭氏是獨身者。
- 郭氏擔在拔萃校長任內，長期以個人薪金資助清貧學生，以致其退休時存款無幾。有見及此，不少校友發起募款活動，為郭氏在西貢購置一養老之住所。
- 郭氏胞弟Jack Lowcock為香港大學英文系教師。
- 羅啟銳香港電影《歲月神偷》中，在田徑賽場上頒獎的校長，即暗指郭氏。
- 郭氏去世後，拔萃校友隨即展開《郭慎墀校長專輯》之編纂。
- 郭慎墀著有短篇故事集《七粟集》（Seven Grains of Rice）。